# Preston
|  | Per a altres significats, vegeu «Preston (desambiguació)». |

Preston (pronunciat /ˈprɛstən/) és un municipi del Regne Unit, que pertany al comtat de Lancashire (Anglaterra), del qual és la capital. Destaca per la seva activitat universitària i pel fet que és la seu de les oficines de la FIFA.
Durant l'edat mitjana va ser un important punt comercial del comtat però va ser la revolució industrial la que va fer augmentar la seva importància al país, pel tràfic de mercaderies pel seu riu i les seves fàbriques que treballaven amb el cotó. La novel·la de Charles Dickens Temps difícils s'inspira en els esdeveniments ocorreguts en aquesta ciutat, que en la ficció s'anomena Coketown.

## Nom
Antigament el nom d'aquesta ciutat apareix escrit de diverses maneres, per exemple en el Domesday Book del 1086 té la forma Prestune. Altres variacions són: Prestonam (1094), Prestone (1160), Prestona (1160), Presteton (1180) i Prestun (1226). El nom està format per la unió de dos termes en anglès antic presta («prior, sacerdot») i tun («finca, recinte tancat»), per tant es tractava en un començament de les terres propietat d'un capellà.

## Localització

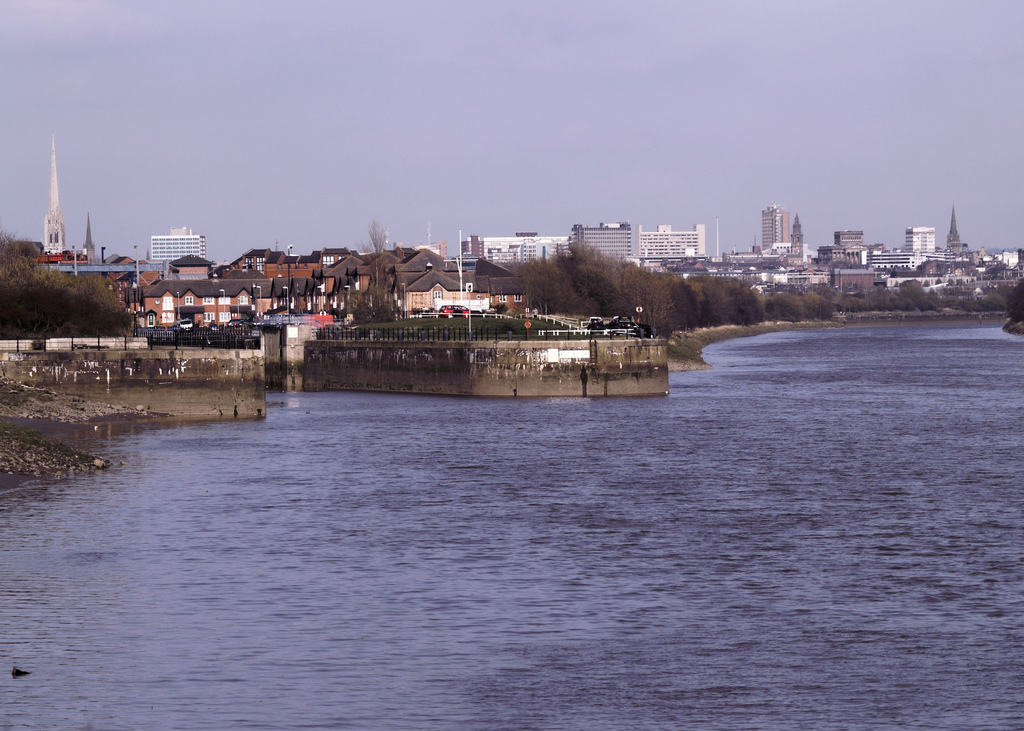
El Ribble i la ciutat

El municipi de Preston queda al centre-oest del comtat, a prop de la mar d'Irlanda on desemboca el riu Ribble. Aquest riu marca la frontera sud de la ciutat. El bosc de Bowland limita al nord-est, mentre que la plana costanera del Fylde queda a l'oest. El punt més elevat, que es veu en la llunyania des de la ciutat, és un pujol anomenat Beacon Fell (266 m) i el punt més bai és el riu Ribble que, en aquest punt està al mateix nivell que el mar i experimenta marees. A l'oest de la ciutat, es van afegir comportes al segle xix que evitaven les marees i procuraven un nivell d'aigua permanent per possibilitar la navegabilitat. Venint de l'est el riu Ribble rep les aigües d'un afluent curt, que passa per dos terços del municipi, el Savick Brook; venint del nord passa el riu Brock que desemboca en el riu Wyre. Per una petita part de la zona est passa el riu Loud, que desemboca en el riu Hodder. Les terres baixes al nord i est del districte, entre Beacon Fell i la plana de Fylde, estan dedicades al pasturatge i és on es produeix el formatge amb denominació d'origen Lancashire.
Les ciutats importants de la rodalia són: Manchester a uns 43 km al sud-est), Liverpool a uns 42 km al sud-oest, Blackpool a uns 24 km al nord.
Els límits actuals es van fixar l'1 d'abril del 1974 quan, de la llei de reformes de l'administració local del 1972 es va unir l'antic districte de Preston amb el districte urbà de Fulwood.

## Organització

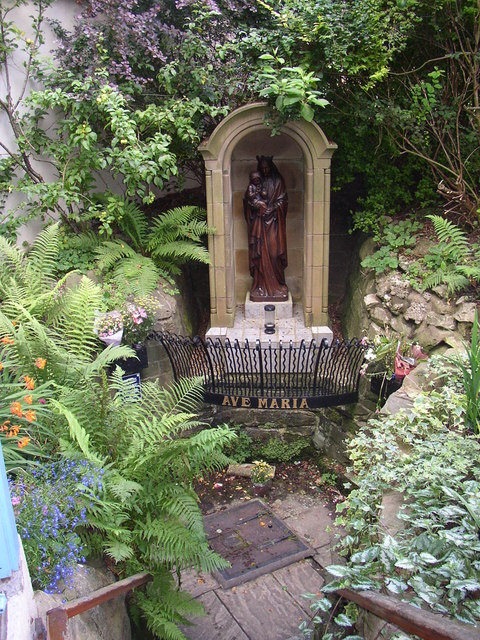
una font a Broughton

Preston es divideix actualment entre dues demarcacions electorals: la primera anomenada Preston i la segona Wyre and Preston North.
Preston constitueix un districte administratiu dins del comtat de Lancashire que es diu City of Preston (antigament Borough of preston) que inclou el municipi de Preston i nou parròquies civils més (Barton, Broughton, Goosnargh, Grimsargh, Haighton, Ingol and Tanterton, Lea, Whittingham, Woodplumpton), en total una àrea de 142,3 km².
Administrativament el municipi de Preston està organitzat en 22 districtes (wards): Rural North, Rural East,(aquests dos pertanyen a Wyre and Preston North) Cadley, Greyfriars, Garrison, Sharoe Green, College, Deepdale, Moor Park, St George's, Tulketh, University, Riversway, Town Centre, Fishwick, St Matthew's, Brookfield, Ribbleton, Ashton, Larches, Ingol, Lea.

## Història
Els romans van establir un petit campament a 1 km del centre de la ciutat, en un indret que avui dia s'anomena Walton-le-Dale, i a 2 km al nord passaven dues vies romanes, la que anava de Luguvalium (Carlisle) a Mamucium (Manchester) i la que anava de Bremetennacum (Ribchester) cap a la costa.
Es creu que sant Wilfrid va fundar el monestir que va donar el nom a la ciutat, situat a prop d'un punt baix del riu Ribble i és per això que a l'escut que representa la ciutat surt un anyell pasqual.

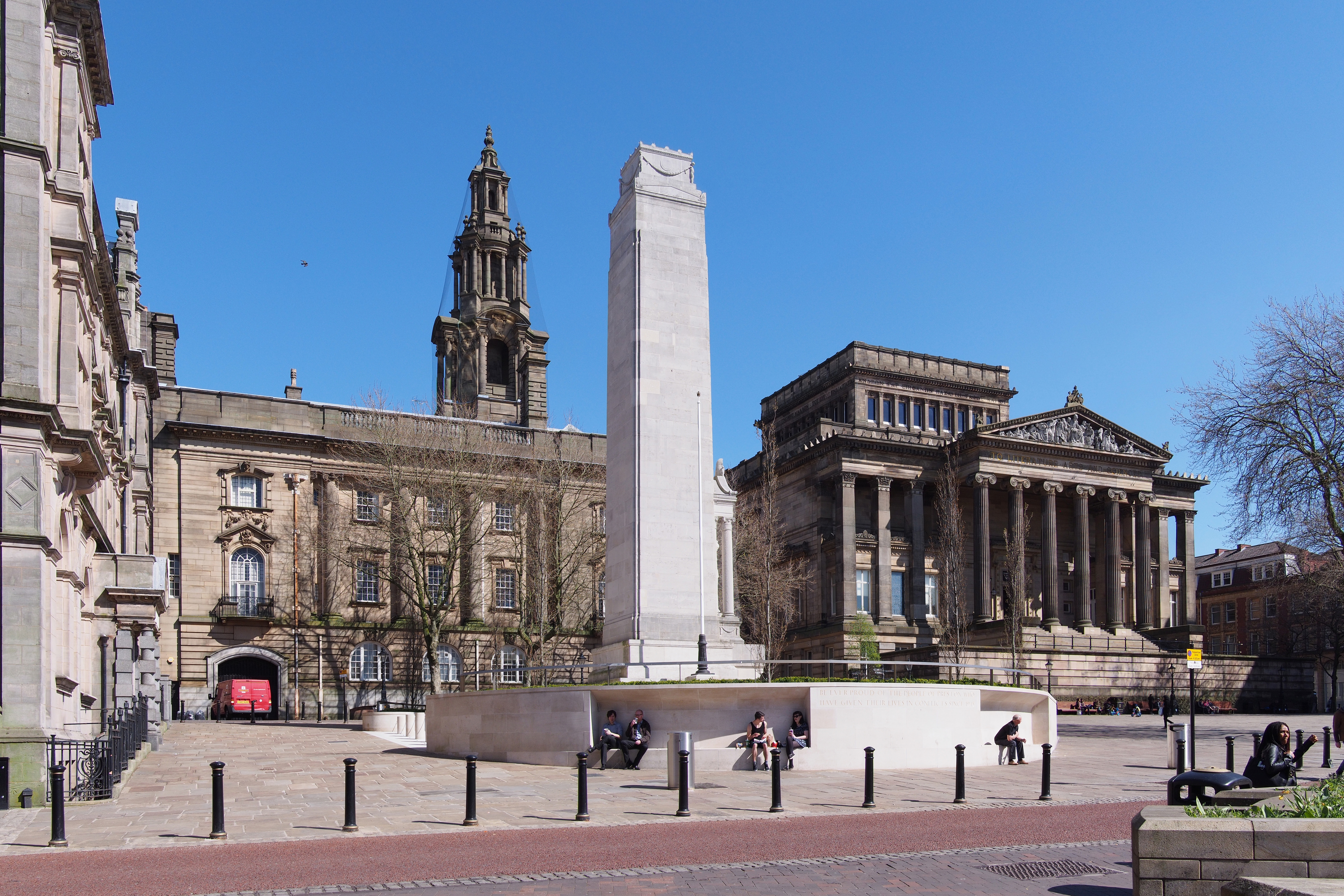
Flag Market on antigament estava la plaça del mercat.

En l'època del Domesday Book (1086) ja era la població més important del centre del comtat. El rei Enric II d'Anglaterra va atorgar una carta de privilegis el 1179 en què reconeixia el dret a fer mercat i els burgesos van formar un gremi per unir interessos (guild). Des del 1328 els membres del gremi van decidir que farien una celebració cada vint anys, coincidint amb el primer dilluns després del 29 d'agost, cosa que han estat fent llevat d'alguna ocasió per motius de guerra, i la darrera celebració va ser el 2012.
A mitjan segle xii Preston pertanyia al hundred d'Amounderness, considerat pels reis d'importància estratègica. Aquesta concepció es va veure quan el 1648 es va lliurar una batalla on les tropes de Cromwell van vèncer les dels reialistes. Més tard es va produir la primera rebel·lió jacobita que pretenia defensar el catolicisme i la monarquia absolutista, revolta que va ser sufocada en una batalla a Preston el 1715.
En la segona revolta jacobita del 1745, el pretendent Bonnie Prince, fill de James Francis Edward Stuart, va passar per Preston de camí a Londres on esperava apoderar-se del tron. Preston va ser la primera de les poques ciutats d'Anglaterra on la gent el va aclamar al seu pas i alguns voluntaris es van afegir al seu exèrcit.

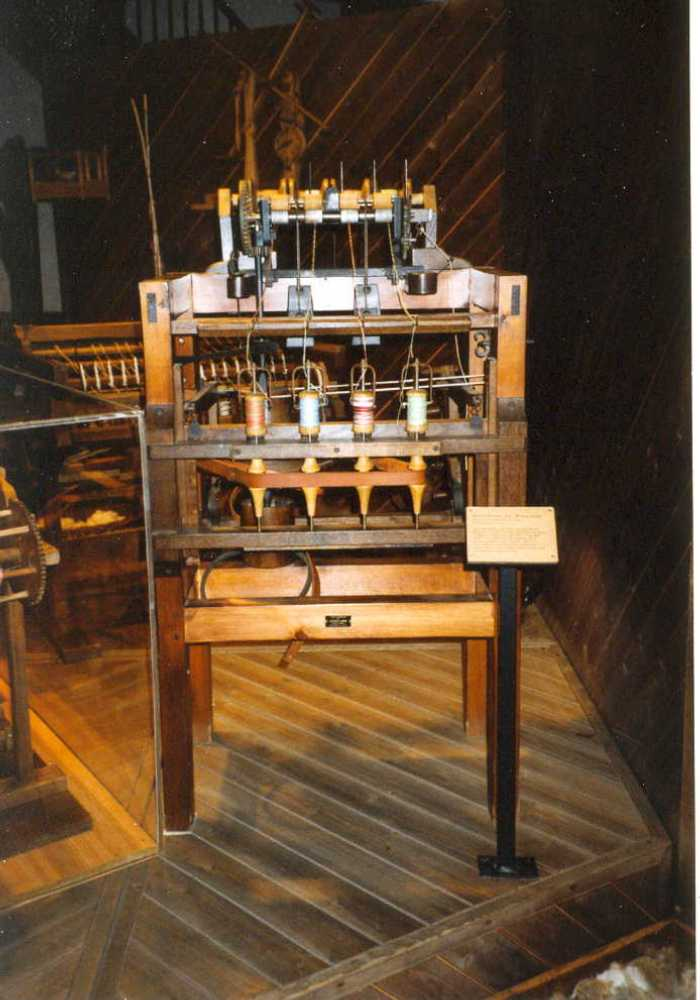
Màquina de filar del segle XVIII

El segle xix Preston va donar un gir en la seva economia, quan Richard Arkwright va inventar una màquina de filar que funcionava amb energia hidràulica, capaç de fer 128 fils alhora, un invent que va exportar a altres ciutats.
Aquesta va ser la primera ciutat, després de Londres, en adoptar el gas com a forma d'enllumenat; la Preston Gas Company es va fundar el 1815, entre d'altres.
La industrialització també va portar descontentament en la mà d'obra, que se sentia explotada, i el 13 d'agost del 1842 va haver una vaga. Els convocants van llegir un manifest i es van defensar a trets davant la repressió policial: van haver quatre víctimes mortals. Karl Marx va visitar Preston i va descriure la ciutat com "la propera Sant Petersburg".
El 1833 Joseph Livesey va crear la Preston Temperance Society que predicava la renúncia a les begudes alcohòliques perquè només portaven cap al mal i l'autodestrucció de l'individu. Sembla que en una de les seves reunions, un individu que quequejava va ser l'originador de la paraula anglesa que vol dir «abstemi» teetotaler quan volia dir "m'ho deixaré del t-t-tot".

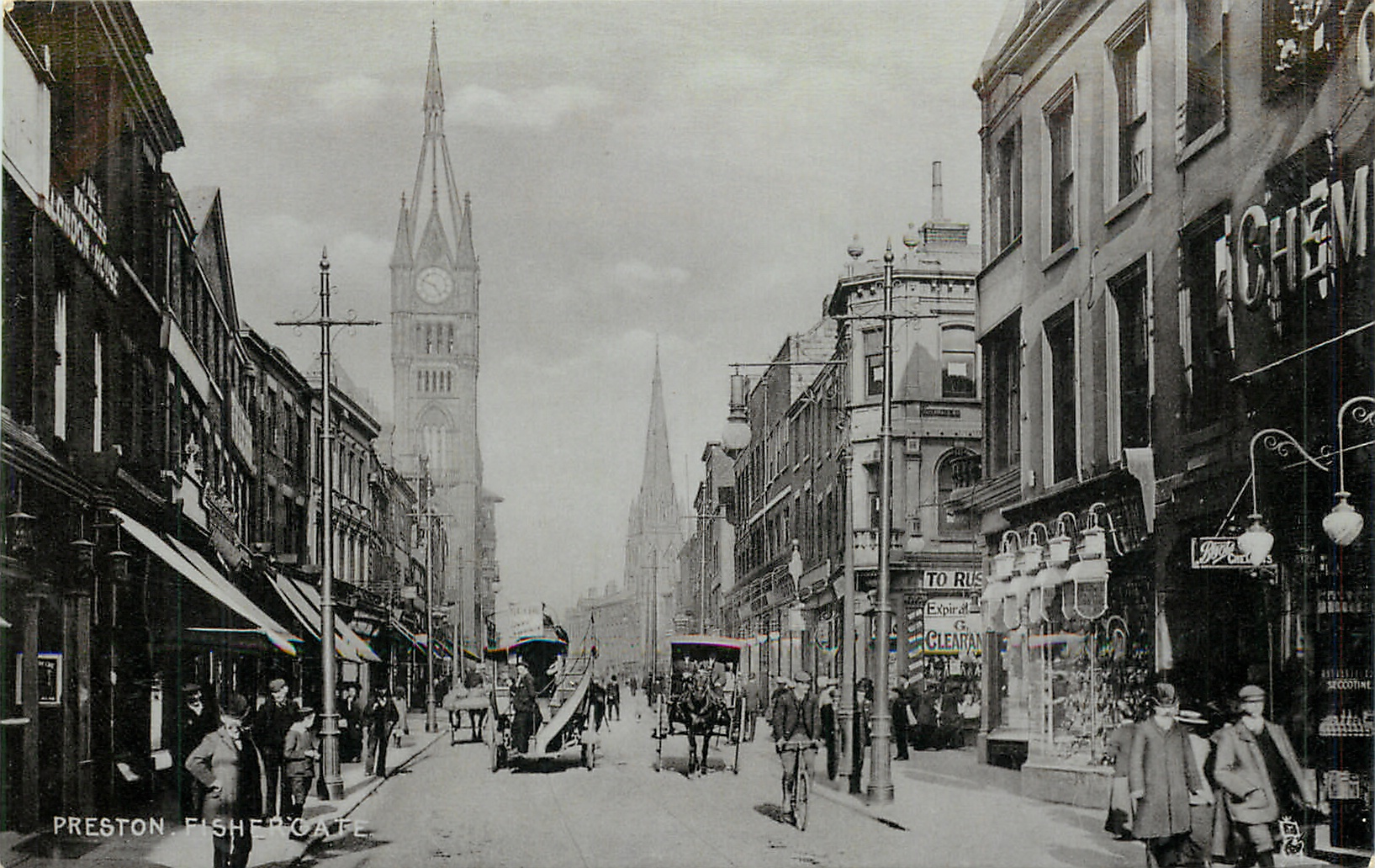
Carrer Fishergate el 1900

El 1835 es va crear una entitat administrativa supramunicipal (Borough of Preston) i amb la llei de reformes locals del 1888 va passar a ser la capital del comtat, en substitució de Lancaster.
Amb l'arribada de la primera guerra mundial moltes fàbriques del sector del cotó a Preston van tancar i centenars de treballadors es van quedar sense feina. Durant el període d'entreguerres s'hi va establir indústria relacionada amb l'enginyeria elèctrica. el 1944 es va estavellar un avió en el districte de Freckleton i van morir 61 persones. Durant uns vint anys, a partir del 1948, van arribar immigrants asiàtics i el Carib. En la dècada del 1970 va haver una davallada econòmica quan va tancar la fàbrica de teixits Courtaulds i, a més, va tancar el port fluvial de la ciutat. L'aspecte urbanístic va començar a canviar el 1960 amb l'enderrocament d'edificis vells i la construcció d'habitatges moderns i centres comercials.

## Clima
El clima de Preston és del tipus temperat marítim, amb un interval estret de temperatures, semblant al de la resta de les illes britàniques, encara que això és més pronunciat a les ones sud i est de Preston per la proximitat a la mar d'Irlanda. L'estació meteorològica més propera està situada a Moor Park, a 1,6 km al nord del centre de la ciutat i, per estar envoltat d'una zona urbanitzada sembla que això influeix en que marqui temperatures una mica més càlides, especialment les nits sense núvols.
La temperatura màxima enregistrada va ser 33.1 °C (91.6 °F) l'agost del 1990, mentre que la temperatura màxima acostuma a ser 27.6 °C (81.7 °F) i generalment es donen 5,9 dies a l'any amb temperatura de 25.1 °C (77.2 °F). Sortint de l'habitual, l'octubre del 2011, es va enregistrar 26.9 °C .
La temperatura mínima enregistrada va ser −13.3 °C (8.1 °F), el febrer del 1969, però el més comú és no passar de −6.8 °C (19.8 °F),[30] i que hi hagi una mitjana de 40,2 nits amb gelades. En els anys recents la temperatura més baixa ha estat −9.2 °C (15.4 °F), el desembre del 2010.
El total anual de precipitacions està per sota dels 1000 mm, amb uns 150 dies a l'any de pluja. Totes les dades es refereixen al període 1971–2000.
| Dades climàtiques a Preston, Moor Park, 33 msnm | Dades climàtiques a Preston, Moor Park, 33 msnm | Dades climàtiques a Preston, Moor Park, 33 msnm | Dades climàtiques a Preston, Moor Park, 33 msnm | Dades climàtiques a Preston, Moor Park, 33 msnm | Dades climàtiques a Preston, Moor Park, 33 msnm | Dades climàtiques a Preston, Moor Park, 33 msnm | Dades climàtiques a Preston, Moor Park, 33 msnm | Dades climàtiques a Preston, Moor Park, 33 msnm | Dades climàtiques a Preston, Moor Park, 33 msnm | Dades climàtiques a Preston, Moor Park, 33 msnm | Dades climàtiques a Preston, Moor Park, 33 msnm | Dades climàtiques a Preston, Moor Park, 33 msnm | Dades climàtiques a Preston, Moor Park, 33 msnm |
| Mes                                             | gen                                             | febr                                            | març                                            | abr                                             | maig                                            | juny                                            | jul                                             | ag                                              | set                                             | oct                                             | nov                                             | des                                             | anual                                           |
| ----------------------------------------------- | ----------------------------------------------- | ----------------------------------------------- | ----------------------------------------------- | ----------------------------------------------- | ----------------------------------------------- | ----------------------------------------------- | ----------------------------------------------- | ----------------------------------------------- | ----------------------------------------------- | ----------------------------------------------- | ----------------------------------------------- | ----------------------------------------------- | ----------------------------------------------- |
| Màxima rècord °C (°F)                           | 14.1 (57.4)                                     | 16.2 (61.2)                                     | 22.2 (72)                                       | 24.0 (75.2)                                     | 27.3 (81.1)                                     | 30.6 (87.1)                                     | 31.0 (87.8)                                     | 33.1 (91.6)                                     | 26.8 (80.2)                                     | 23.6 (74.5)                                     | 18.4 (65.1)                                     | 15.6 (60.1)                                     | 33.1 (91.6)                                     |
| Màxima mitjana °C (°F)                          | 6.9 (44.4)                                      | 7.3 (45.1)                                      | 9.4 (48.9)                                      | 12.0 (53.6)                                     | 15.6 (60.1)                                     | 17.7 (63.9)                                     | 19.8 (67.6)                                     | 19.5 (67.1)                                     | 16.8 (62.2)                                     | 13.4 (56.1)                                     | 9.7 (49.5)                                      | 7.7 (45.9)                                      | 13.0 (55.4)                                     |
| Mínima mitjana °C (°F)                          | 1.7 (35.1)                                      | 1.9 (35.4)                                      | 3.1 (37.6)                                      | 4.5 (40.1)                                      | 7.1 (44.8)                                      | 10.0 (50)                                       | 12.2 (54)                                       | 12.1 (53.8)                                     | 9.9 (49.8)                                      | 7.3 (45.1)                                      | 4.0 (39.2)                                      | 2.4 (36.3)                                      | 6.4 (43.5)                                      |
| Mínima rècord °C (°F)                           | −11.1 (12)                                      | −13.3 (8.1)                                     | −9.4 (15.1)                                     | −4.5 (23.9)                                     | −2.3 (27.9)                                     | 0.6 (33.1)                                      | 4.4 (39.9)                                      | 2.8 (37)                                        | −0.5 (31.1)                                     | −5.2 (22.6)                                     | −6.7 (19.9)                                     | −12.8 (9)                                       | −13.3 (8.1)                                     |
| Precipitació mitjana mm (polzades)              | 93.83 (3.6941)                                  | 63.66 (2.5063)                                  | 79.11 (3.1146)                                  | 52.08 (2.0504)                                  | 58.79 (2.3146)                                  | 73.51 (2.8941)                                  | 65.40 (2.5748)                                  | 86.51 (3.4059)                                  | 92.00 (3.622)                                   | 113.78 (4.4795)                                 | 103.86 (4.089)                                  | 112.02 (4.4102)                                 | 997.99 (39.2909)                                |
|                                                 |                                                 |                                                 |                                                 |                                                 |                                                 |                                                 |                                                 |                                                 |                                                 |                                                 |                                                 |                                                 |                                                 |

## Religió

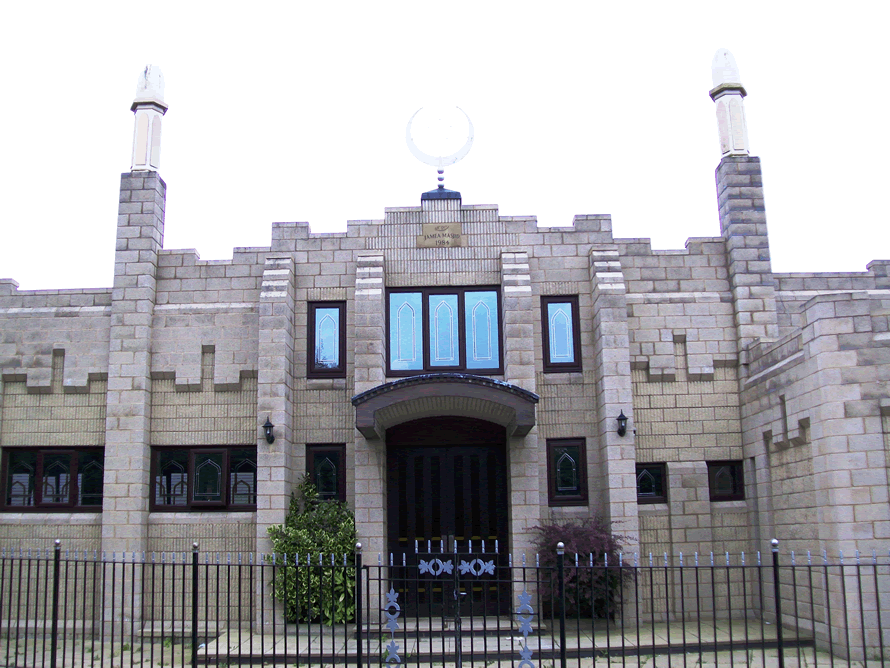
Jamea Masjid.

Preston pertany a la diòcesi catòlica de Lancaster i a la diòcesi anglicana de Blackburn. Hi ha almenys 73 esglésies i llocs de trobada de cristians i 15 cementiris cristians. Hi ha representació d'un ampli ventall de comunitats cristianes: els catòlics, els baptistes, els cristadelfs, congregacionalistes, els evangelistes de Huntingdon, els evangelistes, els metodistes, els pentecostalistes, els presbiterians, els quàquers, els de la nova església sueca, els metodistes de Wesley.
El juliol del 2016, l'església de St Ignatius, va ser elevada a l'estatus de catedral pel papa Francesc.
Segons les dades del cens del 2001, el 72% dels habitants es declaren cristians, el 10% no tenen cap religió, 8% són musulmans, el 3% són hindús i un 0,6% són sikh.

## Economia
L'economia de Preston es basa encara en la indústria. Hi ha empreses importants com: la BAE Systems (aeronàutica), la Westinghouse Electric Company (que té una central nuclear a la zona de Salwick), Alstom (locomotores), Malatan (roba), Goss Graphic Systems (impremtes), The Carphone Warehouse (telecomunicacions).
El sector de serveis és també important per ser capital administrativa del comtat. A Preston estan les oficines des d'on s'organitzen totes les activitats de la FIFA.
Amb tot, l'abril del 2012 la xifra d'aturats va arribar al 15%, que repressenta un total de 3.783 persones.

## Demografia
Segons l'estudi de la població fet el 2011 hi ha diversos grups ètnics: els de pell clara són el 84,4%, els indús i paquistanís són el 4,7%, els negres el 2,9%.
El municipi de Preston tenia en aquest estudi 122.764 habitants i el districte homònim 140.500.
Es va detectar que el 50% dels nens viuen en la pobresa. S'estima que uns 15.380 joves formen part de famílies que viuen gairebé en la misèria. Segons l'informe efectuat per la campanya Acabem amb la Pobresa Infantil, es diu que un nen viu en la pobresa quan aquest viu en una llar on els ocupants treballen menys de 16 hores a la setmana, o gens en absolut, o quan els pares demanen ajuda per pagar l'import total de les contribucions fiscals. Preston va ser una de les zones més greument afectades del nord-oest, a més de Liverpool i Manchester, amb un 21% dels infants vivint en llars on els adults no tenen cap mena de feina i un 29% de famílies treballadores que lluiten per tirar endavant amb dificultat.

## Agermanaments
Preston té relacions d'agermanament amb:
- Almelo, (Països Baixos)
- Kalisz (Polònia)
- Nîmes, (França)
- Recklinghausen, Alemanya

## Llocs d'interès

L'església de St. Walburge

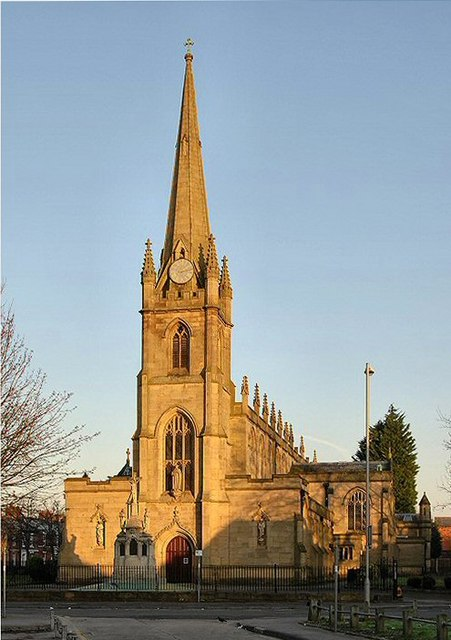
catedral de St. Ignatius

A Preston hi ha molts edificis catalogats com a monuments nacionals, també hi ha diversos museus i parcs. Alguns dels llocs més destacats són:
- L'església de St. Walburge, que té la teulada de campanar més pronunciada i fa en total 94 m d'alçada.
- El Harris Museum que té diverses col·leccions d'objectes decoratius i una biblioteca, a més d'un pèndol de Faucault.
- L'església de sant Joan Evangelista, que va ser la primera església parroquial de Preston.
- El Ribble Steam Railway, un museu on hi ha màquines de vapor antigues.
- El museu de Lancashire
- Parcs: Avenham Park, Ashton Park, Moor Park, Miller Park, Ribbleton Park, Winckley Square, Mill Lane Park, Haslam Park.
- Reserves naturals: Grange Valley, Hills and Hollows, Pope Lane Field and Boilton Wood, i Fishwick Nature Reserve.

## Persones destacades
- Richard Arkwright (1732-1792), inventor i emprenedor industrial.
- Benjamin Franklin (1706-1790), un dels pares fundadors dels EUA.
- Nick Park (1958-), realitzador de pel·lícules d'animació, creador dels personatges Wallace i Gromit.
- Helen Clitheroe (1974-), atleta.